# I Was an Adventuress
I Was an Adventuress is een Amerikaanse dramafilm van Gregory Ratoff uit 1940, met Vera Zorina, Richard Greene en Erich von Stroheim in de hoofdrollen. Het is gebaseerd op J'étais une aventurière, een Franse film van Raymond Bernard uit 1938.

## Plot
Andre Desormeaux (Erich von Stroheim) is een juwelendief die samenwerkt met zijn partners Polo (Peter Lorre) en de aantrekkelijke balletdanseres Tanya Vronsky (Vera Zorina). Vronsky fungeert als lokaas, maar wordt verliefd op een van de slachtoffers, Paul Vernay (Richard Greene). Ze verlaat de bende, ondanks de bedreigingen van Desormeaux.

## Cast
| Acteur                | Personage                           |
| --------------------- | ----------------------------------- |
| Vera Zorina           | Countess Tanya Vronsky              |
| Richard Greene        | Paul Vernay                         |
| Erich von Stroheim    | Andre Desormeaux                    |
| Peter Lorre           | Polo                                |
| Sig Ruman             | Herr Protz                          |
| Fritz Feld            | Henri Gautier                       |
| Cora Witherspoon      | tante Cecile                        |
| Anthony Kemble-Cooper | neef Emil                           |
| Paul Porcasi          | visser                              |
| Inez Palange          | vrouw van de visser                 |
| Egon Brecher          | Jacques Dubois                      |
| Roger Imhof           | Henrich Von Kongen                  |
| Rolfe Sedan           | kelner                              |
| Eddie Conrad          | kelner                              |
| Phyllis Barry         | Engelse vrouw op de tentoonstelling |
| Ellinor Vanderveer    | Engelse vrouw op de tentoonstelling |
| Fortunio Bonanova     | orkestleider                        |
| George Balanchine     | balletdanseres                      |
| Lew Christensen       | balletdanseres                      |
| Charles Laskey        | balletdanseres                      |

## Productie
I Was an Adventuress bevat een twaalf minuten durende balletuitvoering van Het zwanenmeer. Het was destijds de langste balletscène dat op het witte doek verscheen. De set voor deze scène kostte $15.000. Het werd geheel uit glas gebouwd, waarvoor 40.000 vierkante meter glasplaat werd gebruikt.